# Quindina
Genre
Synonymes
- Zygopachylus Chamberlin, 1925
- Panamella Roewer, 1932
- Poassa Roewer, 1943

Quindina est un genre d'opilions laniatores de la famille des Nomoclastidae.

## Distribution
Les espèces de ce genre se rencontrent en Équateur, en Colombie, au Panama et au Costa Rica.

## Liste des espèces
Selon World Catalogue of Opiliones (12/10/2024) :
- Quindina albiocularia Pinto-da-Rocha & Bragagnolo, 2017
- Quindina albomarginis (Chamberlin, 1925)
- Quindina bella Roewer, 1915
- Quindina bimaculata Roewer, 1932
- Quindina burbayar Pinto-da-Rocha & Bragagnolo, 2017
- Quindina discolor Pinzón-Morales & Pinto-da-Rocha, 2020
- Quindina hermesi Pinzón-Morales & Pinto-da-Rocha, 2020
- Quindina horologium Betancourt-Caicedo, Pinto-da-Rocha & Cabra-García, 2024
- Quindina kuna Pinto-da-Rocha & Bragagnolo, 2017
- Quindina limbata (Roewer, 1943)
- Quindina marginata (Roewer, 1963)
- Quindina morae Pinto-da-Rocha & Bragagnolo, 2017
- Quindina sanantonio Betancourt-Caicedo, Pinto-da-Rocha & Cabra-García, 2024

## Systématique et taxinomie
Ce genre a été décrit par Roewer en 1915 dans les Gonyleptidae. Il est placé dans les Stygnidae par Mello-Leitão en 1949, dans les Cranaidae par Kury en 1994 puis dans les Nomoclastidae par Kury et Villarreal en 2015.
Zygopachylus, Panamella et Poassa ont été placés en synonymie par Pinto-da-Rocha et Bragagnolo en 2017.

## Publication originale
- Roewer, 1915 : « Fünfzehn neue Opilioniden. » Archiv für Naturgeschichte, vol. 80, no 9, p. 106–132 (texte intégral).